# Schempp-Hirth Cirrus
Schempp-Hirth Cirrus – szybowiec wyczynowy klasy otwartej. Pierwsza konstrukcja laminatowa firmy Schempp-Hirth.

## Historia
Szybowiec został zaprojektowany przez Klausa Holighausa, który wykorzystał swe doświadczenia z prac przy szybowcu D-36. W budowie maszyny zastosowano nowatorskie rozwiązania, została zbudowana w technologii FRP czyli tworzyw sztucznych wzmacnianych włóknem szklanym. Ponadto Holighaus zastosował w konstrukcji stalową konstrukcję centralnej części kadłuba, do której mocowane były skrzydła. Stało się to stałym rozwiązaniem w jego kolejnych konstrukcjach. Prototyp, wyposażony w usterzenie Rudlickiego, oblatano 20 stycznia 1967 r. Podczas lotów stwierdzono występowanie flatteru przy prędkościach rzędu 220–230 km/h. W trakcie prac rozwojowych problem został usunięty przez konstruktora.
Produkcja seryjna została wdrożona w 1968 r., do 1971 r. zbudowano 107 egzemplarzy szybowca. W egzemplarzach seryjnych budowano maszyny z klasycznym usterzeniem. Jego produkcja została również podjęta na licencji w Jugosławii.
W 1968 r. w 11. Szybowcowych Mistrzostwach Świata w Lesznie pięciu zawodników latało na szybowcach Schempp-Hirth Cirrus w klasie otwartej. Zwyciężył lecący na nim Harro Wöndl z Austrii, na dziewiątym miejscu został sklasyfikowany Charles Yates z Kanady. W 1974 r. w australijskim mieście Waikerie rozegrano 14. Szybowcowe Mistrzostwa Świata. Po raz kolejny Cirrus udowodnił, że jest konstrukcją pozwalająca mierzyć się z najlepszymi szybowcami na świecie. Dwóch zawodników, latających na Cirrusach, uplasowało się w pierwszej dziesiątce klasy standard. Ben Green z USA był dziewiąty, a K. Ahrens z RFN dziesiąty.

## Konstrukcja
Skrzydło ze skrzynkowym dźwigarem z laminatu. W kesonie noskowym umieszczono zbiorniki na balast wodny (50 litrów w każdym skrzydle). Lotki bezszczelinowe, hamulce aerodynamiczne systemu DFS umieszczone zarówno na górnej i dolnej powierzchni płata. Szybowiec nie posiada klap. Kadłub, o kształcie tzw. „kijanki”, posiada w centralnej części stalowy szkielet spawany, do którego jest montowana część ogonowa z usterzeniem w układzie T, podwozie oraz skrzydła. Cześć ogonowa jest wykonana w technologii skorupowej z wręgami usztywniającymi, na jej końcu znajduje się zasobnik spadochronu hamującego. Kabina obszerna, pilot latał w pozycji siedzącej. Pedały i fotel regulowane. Podwozie w układzie rowerowym z chowanym kołem głównym i niesterowanym kółkiem ogonowym. Amortyzacja koła za pomocą krążków gumowych, na goleni podwozia jest umieszczony zaczep do lotów na holu.